# Summer Stock
Summer Stock is een Amerikaanse muziekfilm in kleur uit 1950 met in de hoofdrollen Judy Garland en Gene Kelly, en met een ondersteunende rol voor komiek Phil Silvers. Onder regie van Charles Walters. Destijds werd de film in Nederland uitgebracht onder de titel Met de kippen op stok.
Het is de laatste film die Garland voor MGM maakte. Naar verluidt kwam Gene Kelly haar speciaal ondersteunen uit dank voor de steun die hij van Garland had genoten bij zijn filmdebuut For Me and My Gal; op dat moment ging het niet goed met Garland (en haar carrière). 
Het liedje aan het einde van de film, Get Happy, werd een van de klassieke Garland nummers, dat ze de rest van haar zang-carrière bleef zingen, en het gedragen kostuum (dat Garland eerder droeg tijdens het geschrapte nummer Mr. Monotony in Easter Parade) werd een iconische Garland-outfit. Dit nummer werd pas weken later opgenomen dan de rest van de film, waarbij opvalt dat Garland ondertussen aanmerkelijk afgevallen was. 
Ook het nummer dat Kelly opvoerde met niet meer dan een krant en een krakend vloerdeel geldt als baanbrekend.

## Verhaal
Boerin Jane Falbury (Judy Garland) wordt door haar zus Abigail (Gloria DeHaven) overvallen. Zuslief heeft een heel toneelgezelschap mee naar huis gebracht (de leider vertolkt door Gene Kelly), met de belofte dat deze de schuur mogen gebruiken voor repetities voor hun volgende stuk. Node geeft de boerin haar toestemming. In ruil zullen de acteurs haar helpen met het dagelijks werk op de boerderij. Als zuslief plots elders betere kansen voor zichzelf ziet en vertrekt (met de geplande hoofdrolspeler) is er een probleem.

## Rolverdeling
| Acteur             | Personage         |
| ------------------ | ----------------- |
| Judy Garland       | Jane Falbury      |
| Gene Kelly         | Joe D. Ross       |
| Eddie Bracken      | Orville Wingait   |
| Gloria DeHaven     | Abigail Falbury   |
| Marjorie Main      | Esme              |
| Phil Silvers       | Herb Blake        |
| Ray Collins        | Jasper G. Wingait |
| Nita Bieber        | Sarah Higgins     |
| Carleton Carpenter | Artie             |
| Hans Conried       | Harrison I. Keath |

## Muziek
- If You Feel Like Singing, Sing
- Happy Harvest
- Dig-Dig-Dig Dig For Your Dinner
- Mem'ry Island
- Portland Fancy (instrumentaal)
- You Wonderful You
- Friendly Star
- You Wonderful You (instrumentaal)
- All for You
- You Wonderful You (reprise)
- Heavenly Music
- Get Happy
- Happy Harvest (finale)